# Phiala ochritincta
Phiala ochritincta är en fjärilsart som beskrevs av Embrik Strand 1911. Phiala ochritincta ingår i släktet Phiala och familjen Eupterotidae. Inga underarter finns listade i Catalogue of Life.